# Žitna stenica
Žitna stenica (znanstveno ime Aelia acuminata) je vrsta stenice iz družine ščitastih stenic, razširjena po vsej Evropi in po Severni Afriki ter Zahodni Aziji (zahodni Palearktiki). Je zelo pogosta v vsem območju razširjenosti in najbolj razširjen predstavnik svojega rodu.
Podobno kot ostali predstavniki rodu Aelia ima podolgovato telo z zašiljeno konico glave. Osnovna barva je svetlorjava z vzdolžnimi temnejšimi progami. Odrasli merijo 7,5 do 9,5 mm v dolžino. Od ostalih, zelo podobnih predstavnikov istega rodu jo je možno ločiti po paru črnih pik na srednjem in zadnjem paru nog.
Prehranjuje se z različnimi vrstami trav, preferira bilnice (rod Festuca), latovke (Poa), šopulje (Agrostis) in nekaj drugih rodov, v odsotnosti običajnih hranilnih rastlin pa napada tudi nasade žit, zaradi česar velja za škodljivca v pridelavi žita.
- Nimfa, prva faza
- Nimfa, zadnja faza